# Терренс Кауфман
Терренс Кауфман (англ. Terrence Kaufman; 14 червня 1937 — 3 березня 2022) — американський лінгвіст, що спеціалізувався на безписемних мовах, мовних контактах та індіанських мовах. Професор антропології в Пітсбурзькому університеті.

## Життєпис
1963 року захистив докторську дисертацію з лінгвістики у Каліфорнійському університеті в Берклі. Є автором дескриптивних та порівняльно-історичних досліджень мов сімей маянський, сіуанських, гоканських, юто-ацтекських, міхе-сокських та отомангейських.
Перелік робіт Кауфмана відносно невеликий, порівняно з роботами інших фахівців з індіанських мов, можливо, через те, що його інтерес лежить у галузі емпіричного документування безписемних мов методом польових досліджень та навчання носіїв мов. Попри це, багато з його статей, зокрема, написані у співавторстві з такими лінгвістами, як Лайл Кемпбелл, Сара Томасон і Джон Джастесон (John Justeson), мали значний вплив на американську та світову лінгвістику.
У дослідженні 1976 року в співавторстві з Лайлом Кемпбеллом він, на підставі наявності багатьох міхесокських запозичень у сучасних індіанських мовах Мезоамерики, особливо в галузі культури, висунув теорію, що ольмеки розмовляли міхесокською мовою. Теорія набула поширення і найчастіше цитується як квазіфакт.
Разом з Лайлом Кемпбеллом і Томасом Сміт-Старком він провів дослідження, опубліковане 1986 року в журналі Language Лінгвістичного товариства Америки. У роботі обґрунтовувалася ідея про мезоамериканський мовний союз, яку невдовзі визнали вчені.
У роботі «Мовний контакт, креолізація та генетична лінгвістика» (Language contact, creolization, and genetic linguistics, 1988) у співавторстві з Сарою Томасон вперше викладено солідну теоретичну базу розуміння процесів змінення мови, викликаного мовним контактом.
Генеалогія індіанських мов Південної Америки Кауфмана (Kaufman 1990), яку вважають найбільш детально опрацьованою та обґрунтованою з пропонованих, лягла в основу класифікації індіанських мов Лайла Кемпбелла (Campbell 1996). Автор (разом з Кемпбеллом) реконструкції прамаяської мови.
Разом із Джоном Джастесоном Кауфман запропонував дешифрування епіольмецької писемності (Justeson & Kaufman 1993). Це дешифрування, однак, зустріло критичне ставлення серед лінгвістів, а також жорстку критику з боку Майкла Коу та Стівена Гаустона.
Кауфман брав участь у Проєкті з документування мов Мезоамерики (Project for the Documentation of the Languages of Mesoamerica, PDLMA).

## Вибрана бібліографія

### Статті
- Kaufman, Terrence. Archaeological and Linguistic Correlations in Mayaland and Associated Areas of Meso-America // World Archaeology. — 1976. — Т. 8, № 1. — С. 101—118.
- Campbell, Lyle, and Terrence Kaufman. A Linguistic Look at the Olmec // American Antiquity. — 1976. — Т. 41, № 1. — С. 80—89.
- Campbell, Lyle and Terrence Kaufman. On Mesoamerican linguistics // American Anthropologist. — 1981. — Т. 82. — С. 850—857.
- Campbell, Lyle, Terrence Kaufman. Mayan Linguistics: Where are we Now? // Annual Review of Anthropology. — 1985. — Т. 14. — С. 187—198.
- Campbell, Lyle, Terrence Kaufman and Thomas C. Smith-Stark. Meso-America as a Linguistic Area // Language. — 1986. — Т. 62, № 3. — С. 530—570.
- Kaufman, Terrence. A Research Program for Reconstructing Proto-Hokan: First Gropings / Scott DeLancey // Papers from the 1988 Hokan-Penutian Languages Workshop (University of Oregon Papers in Linguistics. Publications of the Center for Amerindian Linguistics and Ethnography 1.). — Eugene, Oregon : Department of Linguistics, University of Oregon, 1988. — С. 50—168.
- Kaufman, Terrence. Language History in South America: What we know and how to know more / David L. Payne // Amazonian Linguistics. — Austin : University of Texas Press, 1990. — С. 13—74.
- Justeson, John and Terrence Kaufman. A decipherment of epi-Olmec hieroglyphic writing // Science. — 1993. — Т. 259. — С. 1703—1711.

### Книги
- Kaufman, Terrence. El Proto-Tzeltal-Tzotzil. Fonología comparada y diccionario reconstruido. — México : UNAM, 1972.
- Justeson, John, William Norman, Lyle Campbell, and Terrence Kaufman. The Foreign Impact on Lowland Mayan Language and Script. — (Middle American Research Institute Publication 53)
- Thomason, Sarah G. and Terrence Kaufman. Language contact, creolization, and genetic linguistics. — Berkeley : University of California Press, 1988. — ISBN 0-520-07893-4.